# Xã Independence, Quận Beaver, Pennsylvania
Xã Independence (tiếng Anh: Independence Township) là một xã thuộc quận Beaver, tiểu bang Pennsylvania, Hoa Kỳ. Năm 2010, dân số của xã này là 2.503 người.